# Feramyces
Feramyces is een monotypisch geslacht van schimmels uit de familie Neocallimastigaceae. Het bevat alleen Feramyces austinii.